# Буснови
Буснови су насељено мјесто у граду Приједор, Република Српска, БиХ. Према попису становништва из 2013. у насељу је живјело 694 становника. Овде се одржава Велики народни збор у Бусновима.
Овде се налази Црква Свете Тројице на Паланци у Бусновима.

## Становништво
| Националност       | 1991.          | 1981.          | 1971.          |
| Срби               | 1.024 (97,15%) | 1.241 (92,68%) | 1.403 (98,45%) |
| Хрвати             | 2 (0,18%)      | 3 (0,22%)      | 6 (0,42%)      |
| Муслимани          | 0              | 1 (0,07%)      | 3 (0,21%)      |
| Југословени        | 21 (1,99%)     | 88 (6,57%)     | 1 (0,07%)      |
| остали и непознато | 7 (0,66%)      | 6 (0,44%)      | 12 (0,84%)     |
| Укупно             | 1.054          | 1.339          | 1.425          |

1. ↑  Муслимани се данас изјашњавају као Бошњаци.

## Познате личности
- Јефрем Милутиновић, епископ бањалучки
- Душан Кондић, протојереј ставрофор
- Февронија Стојанчић, монахиња